# Plony (Osowo Leśne)
Plony – część wsi Osowo Leśne w Polsce, położona w województwie pomorskim, w powiecie starogardzkim, w gminie Lubichowo. Plony wchodzą w skład sołectwa Osowo Leśne.
W latach 1975–1998 Plony należały administracyjnie do województwa gdańskiego.